# Relaciones Chile-Islandia
Las relaciones Chile-Islandia son las relaciones internacionales entre la República de Chile y la República de Islandia.

## Relaciones bilaterales
Las relaciones bilaterales entre ambos países fueron establecidas formalmente el 6 de noviembre de 1963. Con ocasión del sexagésimo aniversario de dicho hito, los cancilleres de ambos países suscribieron en 2024 un memorándum de entendimiento para establecer un programa de vacaciones y trabajo para los jóvenes de ambas naciones (Working Holiday).

## Relaciones comerciales
La relación comercial entre ambos países se enmarca dentro del Tratado de Libre Comercio entre Chile y Asociación Europea de Libre Comercio (EFTA, por sus siglas en inglés), firmado el 26 de junio de 2003 y vigente desde el 1° de diciembre de 2004 con el bloque integrado por Islandia, Liechtenstein y Suiza. Con la entrada en vigor del TLC, Chile obtuvo arancel cero para el 96% de sus exportaciones a Islandia, mientras que concedió a ese país europeo el 99% de rebaja de aranceles inmediatos a sus exportaciones al mercado chileno. Además, Chile e Islandia suscribieron un convenio para la promoción y protección recíproca de las inversiones, que entró en vigor en 2006. Un protocolo de enmienda al tratado entre Chile y la EFTA fue suscrito en junio de 2024.
En 2023, el intercambio comercial entre ambos países ascendió a los 13,8 millones de dólares estadounidenses, lo que supuso un crecimiento promedio anula del 1,8% en los últimos cinco años. Los principales productos exportados por Chile fueron aceite de pescado y vinos, mientras que aquellos exportados principalmente por Islandia al país sudamericano fueron aceite de pescado, elevadores y motores de corriente alterna.

## Misiones diplomáticas
- La embajada de Chile en Noruega concurre representación diplomática a Islandia.
- La embajada de Islandia en Estados Unidos concurre representación diplomática a Chile. Asimismo, Islandia cuenta con un consulado honorario en Santiago de Chile.[7]